# Ярівська мінеральна
 Гідрологічна пам'ятка природи «Ярівська мінеральна» займала площу 0,3 га та розміщувалася у Хотинському районі Чернівецької області, поряд з с. Ярівка.
Була створена, згідно Рішення Чернівецького облвиконкому № 198 від 30.05.1979 « Про затвердження реєстру заповідних об'єктів та заходи по поліпшенню заповідної справи в області», перезатверджена згідно Рішення Чернівецької обласної ради № 216 від 17.10.1984 « Про затвердження мережі і територій та об'єктів природно-заповідного фонду у відповідності з чинною класифікацією та заходи по поліпшенню заповідної справи в області».
Свердловина була з сульфатно-натрієвими водами мінералізацією до 5,4 г/л. Установа, що була відповідальна за збереження об'єкту — колгосп ім. Шевченка районної лікарні.
8 лютого 1996 року Чернівецька обласна рада ухвалила рішення № 187-р «Про розширення природно-заповідного фонду області», яким були створені 6 нових об'єктів природно-заповідного фонду та ліквідовані 10, в тому числі і гідрологічна пам'ятка природи «Ярівська мінеральна».
Скасування статусу відбулось у зв'язку зі замулення і виходу з ладу свердловини, яке відбулось по природних обставинах.